# Максимов, Михаил Александрович (инженер)
Михаил Александрович Максимов — российский инженер-конструктор, в 1975—1983 директор ЦКБ «Алмаз» (ныне ОАО «ГСКБ „Алмаз-Антей“»).

## Биография
С 1947 по 1983 г. работал в организации, которая называлась Специальное бюро № 1 (п/я 1323) Министерства вооружения СССР, с августа 1950 года — КБ-1 ТГУ при Совете Министров СССР, в апреле 1965 года передано в Минрадиопром, в 1966 году преобразовано в Московское конструкторское бюро «Стрела», с 1971 года ЦКБ «Алмаз» Минрадиопрома.
С начала 1960-х гг. на руководящих должностях: начальник лаборатории микроэлектроники, начальник технологического бюро, зам. главного конструктора, главный инженер, с 1975 г. директор.
Разрабатывал конструкции и технологии изготовления автопилотов, руководил организацией производства антенных устройств на серийных заводах. В должности главного инженера ЦКБ «Алмаз» (1972—1975) руководил освоением технологий изготовления многослойных печатных плат. С 1975 г. под его руководством разрабатывались новые технологические процессы и было налажено изготовление средств ЗРС С-300П.
В 1983—1987 1-й заместитель министра радиопромышленности СССР.
С 1987 г. на пенсии.
Кандидат технических наук. Изобретатель, получил более 10 авторских свидетельств и патентов.

## Награды и звания
- Государственная премия СССР (1980, в составе коллектива: К. С. Альперович, Ф. Ф. Бородин, В. А. Васильев, Д. В. Великанов, В. Н. Волков, П. М. Кириллов, Н. В. Комиссаров, М. А. Максимов, А. М. Павленко, А. В. Рязанов, Д. А. Ряховский, О. А. Сташевский, В. Е. Черномордик, Л. Н. Ямшанов).